# Denis Obua
Denis Obua (ur. 13 czerwca 1947 w Akol – zm. 4 maja 2010) – ugandyjski piłkarz grający na pozycji napastnika. W swojej karierze grał w reprezentacji Ugandy.

## Kariera klubowa
Swoja karierę piłkarską Obua rozpoczął w klubie Coffee United SC, w którym grał do 1967 roku. W 1968 roku przeszedł do Police Jinja i występował w nim do 1977 roku. W latach 1978–1979 grał w Maroons FC. W 1980 roku odszedł do kenijskiego Gor Mahia. Następnie wrócił do Police Jinja, gdzie grał do 1981 roku. W latach 1982–1983 był piłkarzem klubu Villa SC. Zdobył z nim Puchar Ugandy w 1983 roku.

## Kariera reprezentacyjna
W reprezentacji Ugandy Obua zadebiutował w 1968 roku. W tym samym roku był w kadrze na Puchar Narodów Afryki 1968. Wystąpił w nim w trzech meczach grupowych: z Etiopią (1:2), z Algierią (0:4) i z Wybrzeżem Kości Słoniowej (1:2), w którym strzelił gola.
W 1974 roku Obuę powołano do Kadry na Puchar Narodów Afryki 1974. Wystąpił w nim w dwóch meczach grupowych: z Egiptem (1:2) i z Wybrzeżem Kości Słoniowej (2:2).
W 1976 roku Kulabigwo został powołany do Kadry na Puchar Narodów Afryki 1976. Zagrał w dwóch meczach grupowych: z Etiopią (0:2) i z Egiptem (1:2), w którym strzelił gola. W kadrze narodowej grał do 1977 roku.